# Stazione di Samegai
La stazione di Samegai (醒ヶ井駅?, Samegai-eki) è una stazione ferroviaria situata nella città di Maibara, nella prefettura di Shiga in Giappone. La stazione e gestita dalla JR Central e serve la linea principale Tōkaidō.

## Linee
JR Central
■ Linea principale Tōkaidō

## Struttura
La stazione è costituita da un marciapiede laterale e uno a isola con due binari in uso.
| 2 | ■ Linea principale Tōkaidō | per Maibara, Kyoto e Osaka |
| 3 | ■ Linea principale Tōkaidō | per Ōgaki e Nagoya         |

## Stazioni adiacenti
| ≪                        | Servizio                 | ≫                        |
| Linea principale Tōkaidō | Linea principale Tōkaidō | Linea principale Tōkaidō |
| ------------------------ | ------------------------ | ------------------------ |
| Ōmi-Nagaoka              | Tutti i treni            | Maibara                  |